# Utaperla orientalis
Utaperla orientalis is een steenvlieg uit de familie groene steenvliegen (Chloroperlidae). De wetenschappelijke naam van de soort is voor het eerst geldig gepubliceerd in 1969 door Nelson & Hanson.